# Llengua guti
El guti o qutià és una llengua extinta no classificada que parlava el poble guti, que va governar breument a Sumer com a dinastia al segle XXII aC. Els gutis vivien al territori existent entre les muntanyes de Zagros i el Tigris. No se sap res de l'idioma, excepte la seva existència i una llista de noms de governants gutis que apareix a la llista de reis sumeris.

## Evidència
La llengua guti no té un corpus textual i les fonts contemporànies en proporcionen pocs detalls. La llista de noms dels monarques gutis com a reis sumeris n'és l'unica aproximaxció.

### Llista de reis sumeris
Els noms dels reis gutis de la llista són els següents:
- Inkišuš
- Sarlabag
- Šulme (o Yarlagaš)
- Silulumeš (o Silulu)
- Inimabakeš (o Duga)
- Igešauš (o Ilu-An)
- Yarlagab
- Ibate
- Yarla (o Yarlangab)
- Kurum
- Apilkin
- Lā-erabum
- Irarum
- Ibranum
- Hablum
- Puzur-Suen
- Yarlaganda
- Tirigan

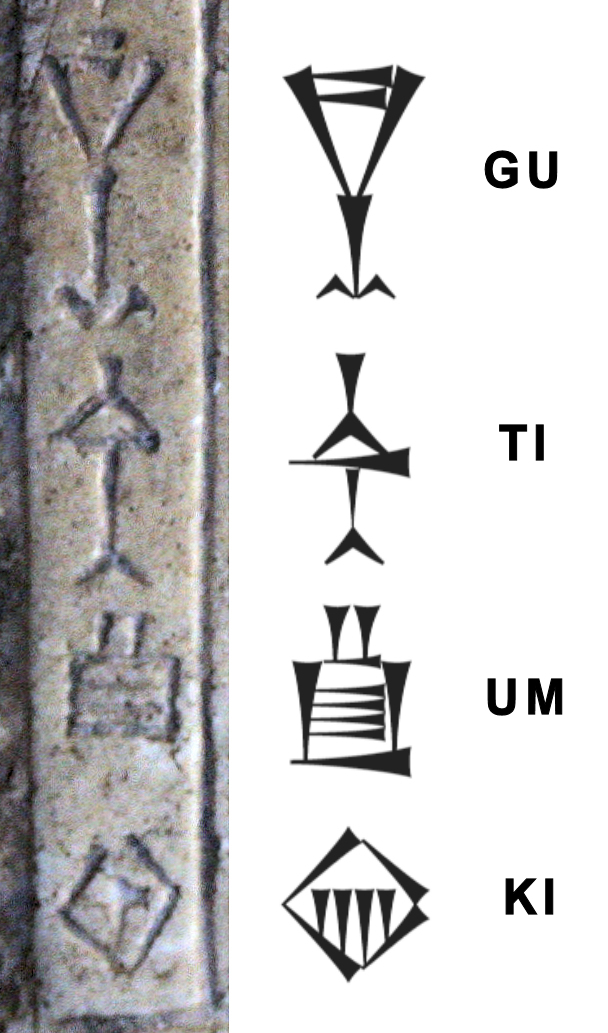
Referència als gutis a la tauleta de Lugalanatum.

Diferents manuscrits registren diferents reis gutis i en diferents ordres. Alguns noms podrien ser d'altres grups, i la transmissió dels propis noms és poc fiable.
Thorkild Jacobsen va suggerir que la terminació recurrent -(e)š podria haver tingut una funció gramatical en guti, potser un marcador de cas.

## Altres evidències
El guti s'inclou en una llista de llengües parlades a la regió que es troba a la tauleta Sag B, un text educatiu del període Babilònic mitjà possiblement originari de la ciutat d'Emar. Aquest text també enumera l'accadi, l'amorrita, el suteu, el "subarteu" (hurrita) i elamita. També s'esmenta "un intèrpret per a la llengua guti" en una tauleta d'Adab.

## Teoria tokhari
En un article publicat pòstumament, W. B. Henning va suggerir que les diferents terminacions dels noms dels reis s'assemblaven a les terminacions de les llengües tokhari, una branca extinta de l'indoeuropeu coneguda pels textos trobats a la conca del Tarim (al nord-oest de la Xina moderna) que daten dels segles VI al VIII dC. Henning també va assenyalar la similitud fonològica del nom guti amb kuči, el nom natiu de la ciutat tokhari de Kucha. També va afirmar que el nom xinès yuezhi, que es refereix als pastors nòmades que vivien a les praderies al nord-est del Tarim al segle II aC, es podria reconstruir com Gu(t)-t'i. Tanmateix, aquest nom sol ser reconstruït amb una inicial *ŋʷ- en xinès antic. Henning també va comparar el nom d'un país anomenat Tukriš, llistat amb Gutium i altres països veïns en una inscripció d'Hammurabi, amb el nom twγry trobat en un manuscrit turc antic de principis del segle IX dC, que es creu que es refereix als tokharis. Gamkrelidze i Ivanov van valorar el suggeriment de Henning com a un possible suport per a la seva proposta d'un Urheimat indoeuropeu al Pròxim Orient. Tanmateix, la majoria dels estudiosos han rebutjar l'intent de comparar llengües separades per més de dos mil·lennis.